# Ramona Gabriel Batalla
Ramona Gabriel Batalla, née le 20 septembre 1984 à Ponts, est une coureuse cycliste espagnole spécialiste de VTT cross-country et notamment de l'ultra-marathon.

## Palmarès en VTT

### Championnats d'Europe
- 2018
  -  Médaillée d'argent du cross-country ultra marathon
- 2019
  -  Championne d'Europe de cross-country ultra marathon
- 2021
  -  Médaillée d'argent du cross-country ultra marathon

### Titan Desert
- 2016 :  Vainqueur
- 2018 :  Vainqueur